# Dick in a Box
"Dick in a Box" é um single interpretado no programa Saturday Night Live estrelado por Justin Timberlake e Andy Samberg e produzido em 16 de dezembro de 2006.
A canção foi escrita e produzida por Andy Samberg, Timberlake, Akiva Schaffer e Jorma Taccone do The Lonely Island, um grupo de comédia norte americano; dirigido por Katreese Barnes. O vídeo é uma paródia de R&B sobre presentes exagerados. A canção ganhou um Creative Arts Emmy de Outstanding Original Music and Lyrics.